# 배계섭
배계섭(1937년 2월 11일 ~ 2018년 3월 5일)은 대한민국의 정치인이다. 제30·31대 춘천시장을 역임했다.

## 역대 선거 결과
|  | 42.20% |

|  | 51.31% |

|  | 34.35% |